# Безус, Дмитрий
Дмитрий Безус (укр. Дмитро Безус; род. 19 марта 1989, Северодонецк, Луганская область, УССР, СССР) — украинский боксёр-профессионал, бывший кикбоксер, боец тайского бокса и саватье, выступающий в тяжёлой весовой категории.
Двукратный чемпион мира по версиям IFMA (2009) и WMF (2013), серебряный призёр чемпионата Европы по версии IFMA (2010) в любительском тайском боксе. Многократный победитель и призёр международных профессиональных турниров по кикбоксингу и савату.
Лучшая позиция по рейтингу BoxRec — 147-я (октябрь 2022), и являлся 6-м среди украинских боксёров тяжёлой весовой категории, — входя в ТОП-150 лучших тяжеловесов всего мира.

## Биография
Дмитрий Безус родился 19 марта 1989 года в городе Северодонецке, в Луганской области, Украинской ССР, в СССР.

## Спортивная карьера в тайском боксе, кикбоксинге и савате
С 11 лет полгода занимался карате, а затем уже с 12 лет занимался тайским боксом и кикбоксингом. И вовремя занятий тайским боксом иногда, раз в две недели, заходил на спарринги к боксёрам.
Достижения в любительском тайском боксе:
- Чемпион мира по тайскому боксу, по версии IFMA 2009 года (Таиланд);
- Серебряный призёр чемпионата Европы по тайскому боксу, по версии IFMA 2010 года (Турция).
- Чемпион мира по тайскому боксу, по версии WMF[англ.] 2013 года;

Достижения в профессиональном кикбоксинге:
- Чемпион турнира по правилам шутбоксинга UAMA 2011 года;
- Серебряный призёр турнира Thai Fight[англ.] в супертяжелом весе 2012 года, в финале проиграл французу Патрису Квартерону[англ.].
- Серебряный призёр турнира Kunlun Fight в супертяжелом весе 2014 года, в финале проиграл белорусу Андрею Герасимчуку.

Достижения в профессиональном савате:
- Чемпион мира среди профессионалов Chauss’Fight Savate 2014 года;

В профессиональном кикбоксинге он выступал почти до конца 2015 года, затем была серьёзная травма, лечение, медицинская реабилитация и несколько лет он провёл вне профессионального спорта.

## Профессиональная карьера в боксе
С мая 2019 года стал заниматься у известного украинского тренера по боксу Александра Лихтера.
И 2 ноября 2019 года в Риге (Латвия) провёл дебютный бой на профессиональном боксёрском ринге, победив техническим нокаутом во 2-м раунде поляка Павела Совика (3-2).
Затем подписал многолетний контракт с латвийской промоутерской компанией LNK Boxing.
Несколько раз был на сборах в тренировочных лагерях известных боксёров и проводил спарринги с такими боксёрами как: Александр Усик, Марко Хук, Филип Хргович и Жоан Дюопа.
1 августа 2020 года в Лесниках (Украина) единогласным решением судей (счёт: 39-35, 40-35 — дважды) победил своего соотечественника Павла Лукьянова (дебют), в 1-м раунде отправив своего соперника в нокдаун.
12 февраля 2022 года в Риге досрочно победил техническим нокаутом во 2-м раунде опытного бразильского джорнимена Марсело Луиса Насименто (18-21).
8 октября 2022 года в Риге, сам побывав в нокдауне во 2-м раунде, всё же в итоге досрочно техническим нокаутом в 4-м раунде победил возрастного чешского джорнимена Лукаша Вакера (3-2).

### Бой за вакантный титул чемпиона Европы по версии WBO
17 февраля 2023 гоа в Лондоне (Великобритания) в проспект-клэше сошлись два небитых супертяжеловеса, и местный фаворит Дэвид Аделейе (10-0, 9 KO) ожидаемо нокаутировал украинца Дмитрия Безуса (10-0, 5 KO). На кону был вакантный титул чемпиона Европы по версии WBO в тяжёлом весе.
Аделейе неплохо начал бой — удивил сдвоенным левым хуком. Безус в ответ попробовал работать первым номером, но действовал опрометчиво — бросался вперёд с правым прямым. Одна из таких попыток завершилась пропущенным джебом на сближении — так украинец оказался на канвасе в первый раз. Бой продолжился, но за несколько секунд до гонга Безус пропустил неприятный апперкот.
Безус лучше начал 2-й раунд и даже донёс до цели солидный левый хук. Но очередное опрометчивое сближение с соперником завершилось пропущенными боковыми: правый по корпусу, а левый — точно в челюсть. В результате Безус упал в нокдаун № 2. Безус не без проблем поднялся на ноги и вроде бы собирался продолжать боксировать, но рефери решил остановить бой.

#### Бой с Джонни Фишером
3 февраля в Лас Вегасе (Невада, США) в андеркарде боя Конор Бенн - Петер Добсон вышел на ринг против 24-летнего британского проспекта Джонни Фишера (10-0, 9 КО). В первом же раунде уйдя в глухую защиту и пропустив серию безответных ударов в голову у канатов не отвечал защитными действиями. Рефери пришлось остановить бой - ТКО1.  

## Статистика профессиональных боёв в боксе
В таблице перечислены результаты всех поединков боксёров.
В каждой строке указан результат поединка. Дополнительно номер поединка обозначен цветом, который обозначает итог поединка. Расшифровка обозначений и цветов представлена в нижеследующей таблице.
| Пример | Расшифровка                     |
| ------ | ------------------------------- |
|        | Победа                          |
|        | Ничья                           |
|        | Поражение                       |
|        | Планируемый поединок            |
|        | Поединок признан несостоявшимся |
| КО     | Нокаут                          |
| ТКО    | Технический нокаут              |
| PTS    | Решение судей (по очкам)        |
| UD     | Единогласное решение судей      |
| MD     | Решение большинства судей       |
| SD     | Раздельное решение судей        |
| RTD    | Отказ от продолжения боя        |
| DQ     | Дисквалификация                 |
| NC     | Поединок признан несостоявшимся |

| 12 поединков, 10 побед (5 нокаутом), 2 поражения. | 12 поединков, 10 побед (5 нокаутом), 2 поражения. | 12 поединков, 10 побед (5 нокаутом), 2 поражения. | 12 поединков, 10 побед (5 нокаутом), 2 поражения. | 12 поединков, 10 побед (5 нокаутом), 2 поражения.      | 12 поединков, 10 побед (5 нокаутом), 2 поражения. | 12 поединков, 10 побед (5 нокаутом), 2 поражения.                                                                   |
| Бой                                               | Рекорд                                            | Дата боя                                          | Соперник                                          | Место проведения боя                                   | Раундов, время                                    | Дополнительно |
| ------------------------------------------------- | ------------------------------------------------- | ------------------------------------------------- | ------------------------------------------------- | ------------------------------------------------------ | ------------------------------------------------- | --- |
| 12                                                | 10-2                                              | 3 февраля 2024                                    | Джонни Фишер (10-0)                               | Космополитан Лас-Вегаса, Лас-Вегас, США                | TKO 1 (8), 2:51                                   | |
| 11                                                | 10-1                                              | 17 февраля 2023                                   | Дэвид Аделейе (10-0)                              | Йорк-холл, Бетнал-Грин, Лондон, Англия, Великобритания | TKO 2 (10), 1:48                                  | Бой за вакантный титул чемпиона Европы по версии WBO European в тяжёлом весе. Безус в нокдаунах в 1-м и 2-м раунде. |
| 10                                                | 10-0                                              | 8 октября 2022                                    | Лукаш Вакер (3-2)                                 | Арена Рига, Рига, Латвия                               | TKO 4 (6), 2:59                                   | По ходу боя Безус был в нокдауне.                                                                                   |
| 9                                                 | 9-0                                               | 29 июня 2022                                      | Обиджон Тохиров (2-0-1)                           | Стамбул, Турция                                        | UD 6 (6)                                          | Счёт судей: 58-56, 60-54 (дважды).                                                                                  |
| 8                                                 | 8-0                                               | 12 февраля 2022                                   | Марсело Луис Насименто (18-21)                    | Студия 69, Рига, Латвия                                | TKO 2 (8), 2:58                                   | |
| 7                                                 | 7-0                                               | 16 октября 2021                                   | Ференц Урбан (7-4)                                | Арена Рига, Рига, Латвия                               | TKO 1 (6), 2:47                                   | |
| 6                                                 | 6-0                                               | 24 июля 2021                                      | Энир Мрконич (2-1-1)                              | Студия 69, Рига, Латвия                                | TKO 2 (6), 0:22                                   | |
| 5                                                 | 5-0                                               | 11 апреля 2021                                    | Павел Кроленко (3-6)                              | AKKO International, Киев, Украина                      | UD 6 (6)                                          | Счёт судей: 58-56, 59-55 (дважды).                                                                                  |
| 4                                                 | 4-0                                               | 26 сентября 2020                                  | Морган Дессо (6-7)                                | Студия 69, Рига, Латвия                                | UD 6 (6)                                          | Счёт судей: 60-54 (трижды).                                                                                         |
| 3                                                 | 3-0                                               | 1 августа 2020                                    | Павел Лукьянов (дебют)                            | Equides Club, Лесники, Украина                         | UD 4 (4)                                          | Счёт судей: 39-35, 40-35 (дважды).                                                                                  |
| 2                                                 | 2-0                                               | 25 января 2020                                    | Тамаз Задишвили (6-16-1)                          | Night Club First, Рига, Латвия                         | UD 4 (4)                                          | Счёт судей: 40-36 (трижды).                                                                                         |
| 1                                                 | 1-0                                               | 2 ноября 2019                                     | Павел Совик (3-2)                                 | Арена Рига, Рига, Латвия                               | TKO 2 (4), 0:32                                   | Профессиональный дебют.                                                                                             |
| Бой                                               | Рекорд                                            | Дата боя                                          | Соперник                                          | Место проведения боя                                   | Раундов, время                                    | Дополнительно |